# Woman's Peace Party
Cet article concerne l'ancienne organisation du début du XXe siècle. Pour celle dont elle est le précurseur, voir Ligue internationale des femmes pour la paix et la liberté.

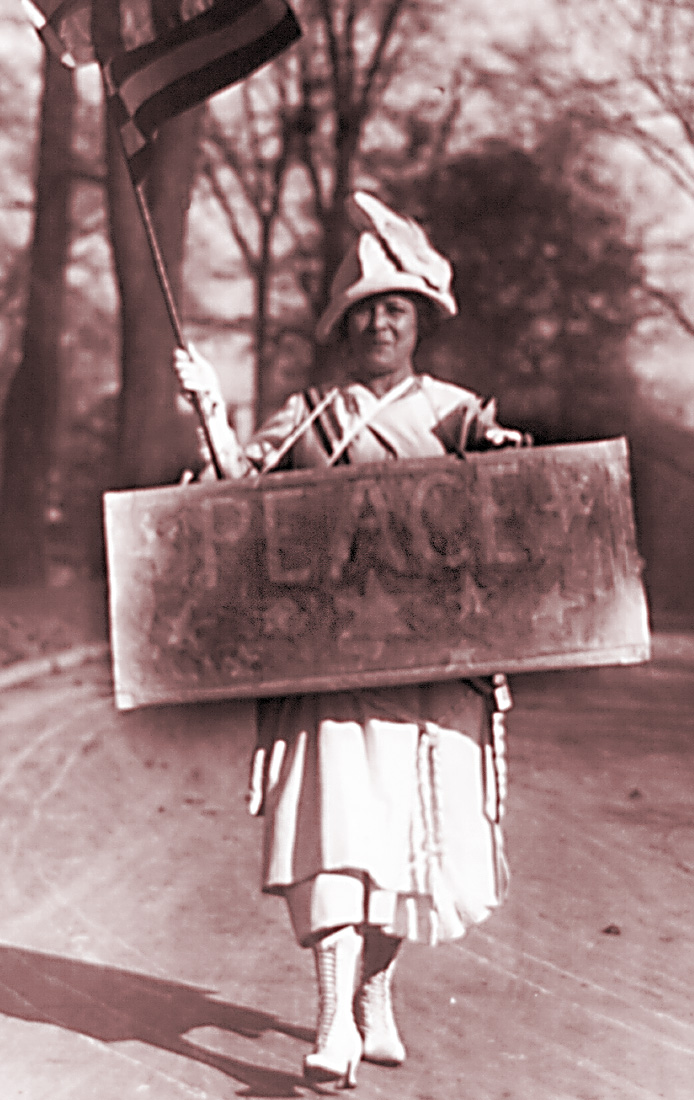
Une manifestante pour la paix pendant la Première Guerre mondiale.

Le Woman's Peace Party — litt. Parti de la Femme pour la paix — est une organisation pacifiste et féministe américaine née en janvier 1915 en réponse à la Première Guerre mondiale. Elle est considérée comme la première organisation pour la paix américaine à avoir utilisé des tactiques d'action directe telles que la manifestation publique. Le Parti féminin pour la paix devient plus tard, en 1915, la section américaine d'une organisation internationale connue sous le nom de Comité international des femmes pour la paix permanente (Committee of Women for Permanent Peace), groupe qui a ensuite changé son nom en Ligue internationale des femmes pour la paix et la liberté (Women's International League for Peace and Freedom).

## Les précurseurs pacifistes américains
Avant la création du Parti féminin pour la paix, les trois principales organisations pacifistes américaines de stature nationale sont essentiellement des initiatives conservatrices, considérant le mouvement pour la paix comme un moyen d'étendre la stabilité, l'ordre et l'expansion de vénérables institutions américaines.
La première de ces organisations pacifistes préexistant au Parti féminin pour la paix est la Société américaine pour la paix (American Peace Society), créée en 1828. Ce groupement souffre de ce qu'un historien appelle « une accumulation de plus de sept décennies de victorianisme ». Caractérisée par la noblesse conservatrice de l'avocat d'entreprise Elihu Root, la Société américaine pour la paix se donne pour objectif de démontrer l'incompatibilité entre la guerre et le christianisme. Tout au long de son existence, elle reste une organisation mineure et inefficace. Lors de la Première Guerre mondiale, elle devient une simple filiale de la Fondation Carnegie pour la paix internationale (Carnegie Endowment for International Peace).
La fondation Carnegie est lancée par l'industriel Andrew Carnegie en 1910, avec une dotation de 10 millions de dollars. Elle devint une maison d'édition universitaire pour le mouvement pour la paix, se concentrant surtout sur la recherche universitaire et la publication.
La troisième des principales organisations pacifistes américaines de la première décennie du XXe siècle est la Fondation mondiale pour la paix (World Peace Foundation), créée en 1909 par l'éditeur millionnaire de Boston Edwin Ginn, d'abord sous le nom d'Ecole internationale pour la paix d'Edwin Ginn (Ginn's International School for Peace). Cette fondation est lancée avec une dotation de 1 million de dollars et poursuit ses activités d'édition sous le nom de Fondation mondiale pour la Paix en 1911. Comme la Fondation Carnegie, la Fondation mondiale pour la paix limite l'essentiel de ses activités à la recherche et à la publication, tentant d'influencer les idées des décideurs politiques plutôt que de peser sur l'opinion publique.
A l'instar du monde intégré des grandes entreprises de l'époque, le mouvement pour la paix se caractérise par les directions imbriquées de ses diverses organisations : quelques hommes - et aucune femme - exercent une influence décisive sur le mouvement. Le mouvement de paix américain fait en somme partie de l'establishment politique, avec des dîners-rencontres de la Société américaine pour la paix de New York qu'on compare parfois à « un banquet de la Chambre de commerce ».

## Défilé des femmes pour la paix

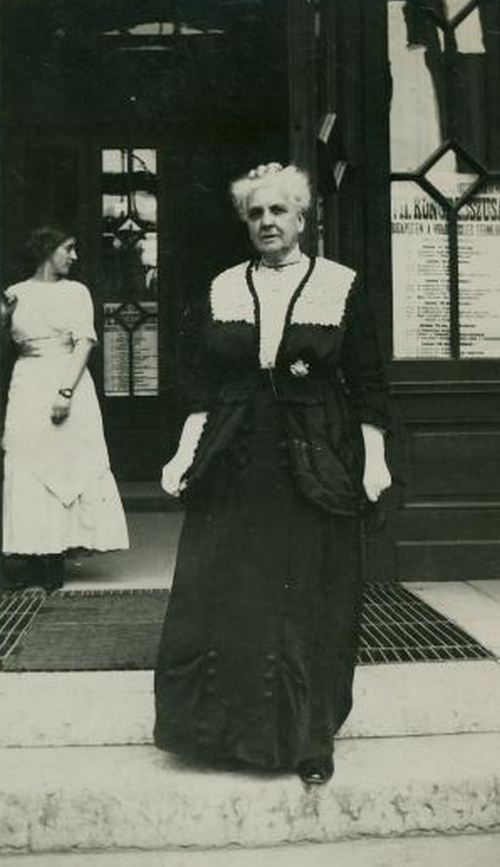
Fanny Garrison Villard, fille de William Lloyd Garrison, présidente du Comité du défilé des femmes pour la paix en août 1914, et fondatrice du Parti pour la paix des femmes.

Le Parti féminin pour la paix prend racine dans une marche de protestation de 1 500 femmes à New York, le 29 août 1914. Cette « parade de la paix des femmes » est organisée moins d'un mois après le début des hostilités de la Première Guerre mondiale. Elle prend la forme d'une procession silencieuse sur la Cinquième Avenue, derrière une banderole blanche portant une colombe.
La présidente du comité d'organisation de ce défilé des femmes pour la paix est Fanny Garrison Villard, une vétérane du mouvement pour la paix âgée de 70 ans. Son fils, Oswald Garrison Villard, décrit ainsi l'évènement :
« Il n'y avait pas de fanfares ; il y avait un silence de mort et la foule a regardé le défilé avec le même esprit que celui des marcheuses, avec sympathie et approbation. Le Président avait également approuvé, car les organisatrices, en totale adéquation avec ses déclarations publiques des premiers jours du conflit, lui avaient courtoisement demandé son accord. Il était particulièrement heureux de la décision des défilés de ne porter aucun drapeau à l'exception du drapeau de la paix et de ne pas prononcer de discours à la fin du défilé, mais de brèves allocutions informelles ont été faites à tous ceux qui le voulaient... Le silence, la dignité, les robes noires des marcheuses - celles qui n'avaient pas de robes noires portaient des brassards noirs - la solennité de la foule, tout cela a produit un effet profond sur les spectateurs ».
Le défilé des femmes pour la paix marque un changement de méthodes du mouvement pour la paix. Les organisations de paix américaines plus anciennes s'étaient en effet limitées à un travail en coulisses, essayant d'influencer la politique par des canaux politiques traditionnels. Le défilé de la paix, lui, utilise l'action directe, tentant de renforcer le soutien populaire à la paix par le biais de manifestations publiques, de la même manière que les organisations syndicales. Avec ce changement tactique, le défilé des femmes pour la paix et l'organisation qui en a émergé, le Parti féminin pour la paix, marquent le début du mouvement de paix moderne.
Au lendemain de la marche, Fanny Garrison Villard cherche à transformer en un groupe permanent l'organisation temporaire construite pour coordonner la marche. Elle cherche de l'aide auprès de l'une de ses anciennes concurrentes dans le mouvement des femmes, Carrie Chapman Catt, présidente de l'Alliance internationale pour le suffrage des femmes (International Woman Suffrage Alliance). Catt, ancienne alliée de Susan B. Anthony, est obsédée par la lutte pour le droit de vote des femmes ; elle ne considère pas la marche pour la paix comme un vecteur de changement de l'opinion publique ou de la politique nationale. Toutefois, elle est convaincue que le mouvement pour le suffrage américain gagnera en soutien et en stature, si les femmes peuvent jouer un rôle de premier plan dans la noble lutte pour mettre fin au bain de sang européen.
À la mi-décembre 1914, Catt se décide à tout mettre en œuvre pour le lancement d'une organisation nationale de femmes pour la paix. Elle écrit à Jane Addams, militante féministe et cofondatrice du centre d'œuvres sociales Hull House à Chicago, pour l'intégrer dans la future organisation et lui donner le rôle de leader. Addams croit depuis longtemps en une relation étroite entre la paix internationale, la réforme humanitaire nationale et le droit de vote des femmes, et elle est séduite par l'idée d'un mouvement national des femmes pour la paix. Le décor est donc planté pour le lancement officiel de la nouvelle organisation — un groupe qui prend le nom de Parti féminin pour la paix ( Woman's Peace Party).

## Congrès de fondation
Le Parti féminin pour la paix est créé lors de la convention d'organisation qui se tient à Washington, DC les 9 et 10 janvier 1915, et rassemble plus de 100 déléguées représentant des organisations de femmes de tous les États-Unis.
Jane Addams est élue présidente. La nouvelle organisation est ouverte à tous les groupes désireux de se reconvertir en « cercle de la paix » et à toute femme payant une cotisation annuelle de 1 dollar. Son siège est établi dans la ville natale d'Addams, Chicago La direction du mouvement est composée de Lucia Ames Mead, secrétaire nationale, Harriet P. Thomas, secrétaire exécutive, Sophonisba P. Breckinridge, trésorière et Elizabeth Glendower Evans, responsable nationale. 
La convention approuve une plate-forme de revendications : convocation immédiate d'« une convention des nations neutres dans l'intérêt d'une paix rapide », limitation des armements, opposition organisée au militarisme (ou à l'intervention militaire) en Amérique, démocratisation de la politique étrangère, suppression de la motivation économique de la guerre et élargissement du droit de vote des femmes. Le droit de vote des femmes est considéré comme faisant partie intégrante de la cause de la paix, en présumant que les femmes sont enclines par nature à viser l'épanouissement de la vie humaine.
La convention approuve également un « Programme pour une paix constructive » , demandant au gouvernement américain de convoquer une conférence des nations neutres et déclarant qu'à défaut, « le parti lui-même convoquera une conférence non officielle des pacifistes du monde entier ». Pour s'assurer que la guerre actuelle n'est pas simplement le prélude d'une autre, le programme appelle à une paix qui ne se fonde sur aucun transfert de territoire sans la volonté des personnes impliquées, sur aucune indemnité en dehors de celles prévues par le droit international, ni sur aucun traité établi sans la ratification des représentants des peuples.
La convention se termine par un meeting dans la salle de bal de l'hôtel New Willard, le dimanche 10 janvier. Le public vient si nombreux qu'une réunion complémentaire doit être organisée dans une autre salle et que quelque 500 personnes intéressées doivent être refoulées, faute de place. Des discours y sont prononcés, entre autres, par Jane Addams et les militantes féministes Emmeline Pethick-Lawrence d'Angleterre et Rosika Schwimmer de Hongrie.

## 1915: Congrès international des femmes

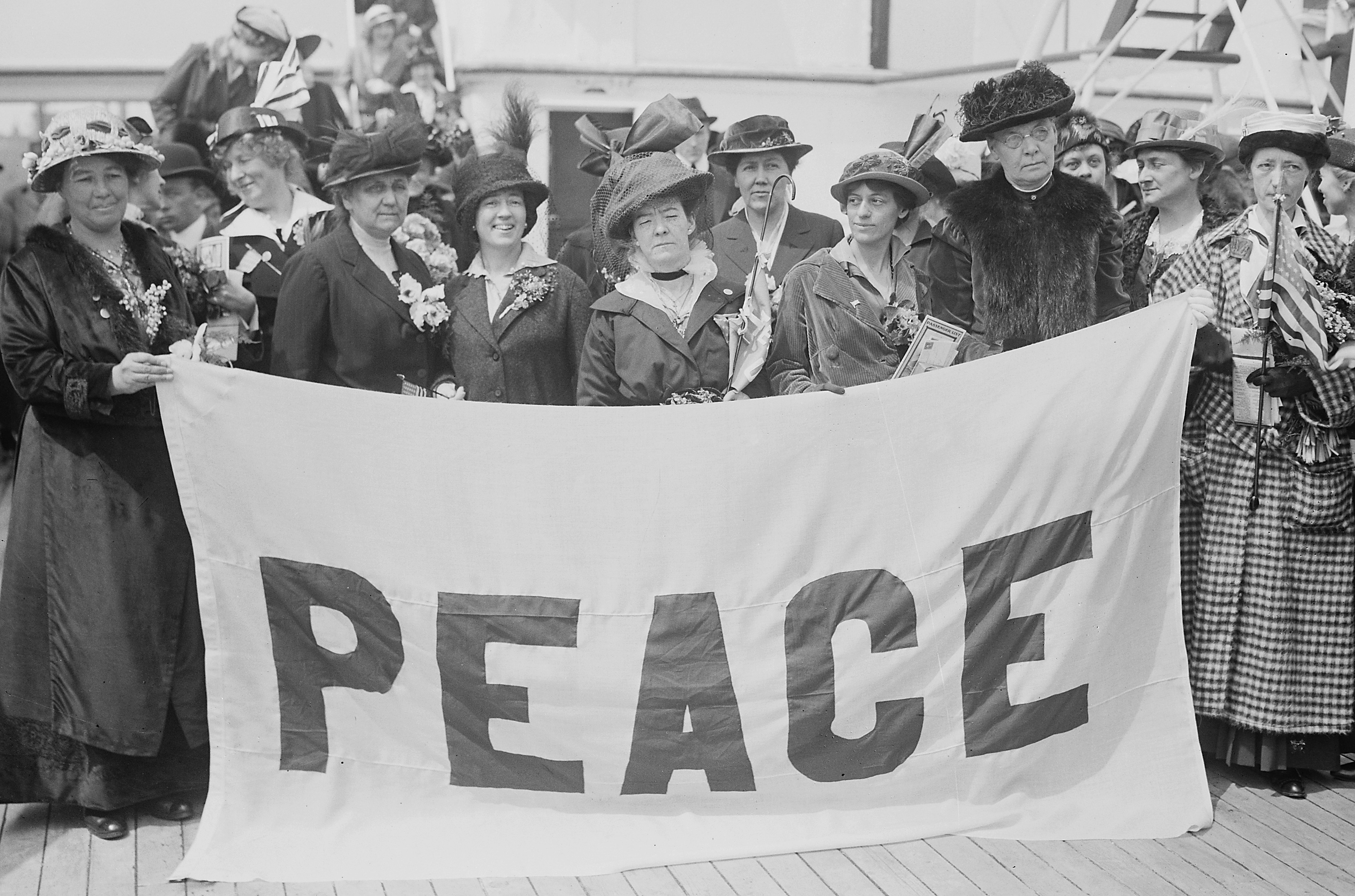
Déléguées au Congrès international des femmes pour la paix et la liberté d'avril 1915 à bord du MS Noordam avec leur banderole bleue et blanche « PAIX ».

À cause de la guerre en Europe, la convention biennale prévue à Berlin en 1915 par l'Alliance internationale pour le suffrage des femmes (International Woman Suffrage Alliance) est annulée. Le Parti féminin pour la paix en profite pour organiser son propre rassemblement international. Un appel est lancé pour que la convention se tienne dans les Pays-Bas, neutres. Le rassemblement doit être présidé par Jane Addams, présidente du Parti féminin pour la paix, sans doute la femme la plus respectée et la plus influente d'Amérique.
En avril 1915, 47 femmes, dont de nombreuses membres du Parti féminin pour la paix, ainsi que des représentantes d'autres organisations, montent à bord du navire de croisière néerlandais MS Noordam pour un dangereux voyage vers La Haye. Parmi celles qui font le voyage à travers les eaux jonchées de mines, se trouvent la travailleuse sociale Grace Abbott, l'épidémiologiste Alice Hamilton, la syndicaliste radicale Leonora O'Reilly et l'universitaire et future lauréate du prix Nobel de la paix Emily Balch.
Le voyage n'est pas sans susciter de controverses, malgré le statut officiellement neutre de l' Amérique. L'ancien président Theodore Roosevelt déclare que la mission des femmes est « stupide et vile » et que les participantes sont des lâches qui cherchent la paix « sans égard pour la justice ». Les femmes américaines ne renoncent pas et naviguent vers le danger avec une banderole bleue et blanche faite maison portant le seul mot « PAIX ».
Le Noordam est retenu pendant quatre jours dans la Manche par la Royal Navy, avant d'être finalement autorisé à se rendre à La Haye, où il arrive dans la soirée du 28 avril 1915, juste à temps pour le début du congrès de trois jours. Malgré la décision de certaines nations combattantes, comme la Grande-Bretagne, de refuser à leurs citoyennes les passeports qui leur auraient permis de participer au Congrès, le rassemblement rencontre un grand succès, rassemblant 1 136 déléguées et plus de 2 000 visiteurs.
Le congrès rédige une série de résolutions détaillant des plans pour une paix juste. Il appelle au désarmement général et à la suppression du motif de profit en nationalisant la production d'armements. Il affirme les avantages du libre-échange et de la liberté de navigation en haute mer. Une résolution appelant à une médiation continue des différends par une conférence de nations neutres, est adoptée, mais n'aboutit finalement pas. Une délégation dirigée par Addams est dépêchée dans les capitales des puissances belligérantes mais elle s'avère tout aussi inefficace.
Avant son ajournement, le congrès crée une nouvelle organisation internationale, nommée Comité international des femmes pour la paix permanente (International Committee of Women for Permanent Peace). Le Parti féminin pour la paix se transforme alors en section américaine de cette organisation.

## Changement de nom
En 1921, le Comité international des femmes pour la paix permanente change officiellement son nom en Ligue internationale des femmes pour la paix et la liberté (Women's International League for Peace and Freedom).

## Patrimoine
Les archives des dossiers du Parti féminin pour la paix de 1915 à 1920 se trouvent au Swarthmore College à Swarthmore, en Pennsylvanie, dans le cadre de sa collection de la paix (Peace Collection).

## Membres éminents
| - Jane Addams - Fannie Fern Andrews - Sophonisba P. Breckenridge - Carrie Chapman Catt - Laura Clay - Alice Lorraine Daly - Crystal Eastman - Elizabeth Glendower Evans | - Charlotte Perkins Gilman - Jessie Wallace Hughan - Florence Kelley - Freda Kirchwey - Fola La Follette - Lucia Ames Mead - Jeannette Rankin | - Rose Schneiderman - Anna Howard Shaw - Harriet P. Thomas - Fanny Garrison Villard - Mary Heaton Vorse - Lillian Wald - Anna Walling |